# Euphorbia johnstonii
Euphorbia johnstonii är en törelväxtart som beskrevs av Mark Hasslock Mayfield. Euphorbia johnstonii ingår i släktet törlar, och familjen törelväxter. Inga underarter finns listade i Catalogue of Life.